# 北前船の里資料館
北前船の里資料館（きたまえぶねのさとしりょうかん）は、石川県加賀市に所在する資料館である。重要伝統的建造物群保存地区に指定された加賀橋立の一角に位置する。

## 概要
北前船の里資料館では、「北前船」に関する様々な資料を公開している。「北前船」は江戸から明治中期頃まで大阪と北海道を日本海回りで往来した商船のこと。資料館の建つ橋立は多くの北前船主を輩出し、「日本一の富豪村」と呼ばれるほどの巨万の富を築いた。橋立の北前船主、酒谷長兵衛（さかやちょうべえ）によって建てられた広大な屋敷をそのままに、当時の航海用具や珍しい船絵馬などが展示されている。

## 歴史
- 1876年（明治9年） - 橋立の北前船主、酒谷長兵衛が邸宅を構える[1]。
- 1981年（昭和56年） - 酒谷長兵衛邸の土塀崩壊をきっかけに、橋立町住民による「北前船の里保存運動」が始まる[3]。
- 1983年（昭和58年） - 『北前船の里資料館』として公開[4]。
- 2005年（平成17年）12月27日 - 資料館を含む橋立地区が重要伝統的建造物群保存地区に選出される[5]。

### 酒谷家の沿革
現代における資料館は、酒谷家の住宅であった。その沿革は表のとおりである。
| 氏名            | 出生               | 死去               | 概要 |
| --------------- | ------------------ | ------------------ | --- |
| 初代七郎右衛門  |                    | 1758年（宝暦8年）  | 1711年（正徳元年）橋立村の田中伊兵衛の子、七郎右衛門が分家して初代となる。家紋は「石持ち地引き蔦」家印「一に又」。                                   |
| 3代長吉         | 1732年（享保17年） | 1816年（享保17年） | 酒屋新左衛門の船頭となる。屋号「酒屋」。 |
| 4代七郎座右衛門 | 1762年（宝暦12年） | 1803年（享和3年）  | 4代七郎座右衛門の代で船頭から北前船主になったと思われる。持ち船2隻「幸徳丸」「幸松丸」。                                                             |
| 5代長兵衛       | 1775年（慶応2年）  | 1839年（天保10年） | 持ち船２隻「幸徳丸」「幸長丸」。 |
| 6代長兵衛       | 1801年（寛政13年） | 1868年（慶応4年）  | 北前船主として発展。持ち船２隻「幸貴丸」「小福丸」。大聖寺前田家に千両を献金し、「十村格」となる。家屋敷を拝領。「酒谷」を名乗る。                   |
| 7代長兵衛       | 1832年（天保3年）  | 1876年（明治9年）  | 大聖寺前田家に5千両を献金し、給米40俵の士族格となる。1872年（明治5年）に橋立大火で家が全焼し、1876年（明治9年）に酒谷長兵衛住宅を建設。              |
| 8代長平         | 1871年（明治4年）  | 1936年（昭和11年） | 持ち船6隻。支店を設ける。1900年（明治33年）に大阪で酒谷商店を開業。海運業や京都・函館で不動産の貸家業を始める。1913年頃（大正2年頃）酒谷商店を撤退。 |
| 9代長俊         | 1896年（明治29年） | 1983年（昭和58年） | 長平のエツの婿、三輪新吉が改名。1970年（昭和35年頃）東京へ転移。                                                                                     |

## アクセス
公共交通機関
北陸本線加賀温泉駅からキャンバスで30分
自家用自動車
北陸自動車道片山津ICから車で7分
北陸本線加賀温泉駅より車で12分